# Kaple Nanebevzetí Panny Marie (Bohdašín)
Kaple Nanebevzetí Panny Marie, někdy uváděná jako filiální kostel Nanebevzetí Panny Marie je římskokatolická kaple na Bohdašíně, části města Červený Kostelec. Patří do farnosti Rtyně v Podkrkonoší. Je situována v centru obce. Majitelem je město Červený Kostelec.

## Historie
Kapli dal vystavět představený obce Karel Burdych z kamene a cihel během léta 1862 a vysvěcena byla 19. října téhož roku. Zvětšena byla o dva roky později. Tehdy zde působil i kněz fundatista.
Před kaplí na jižní straně vlevo od bočního vchodu stojí litinový kříž z roku 1896na pískovcovém podstavci. V nikách jsou reliéfy světců, uprostřed Panna Maria Bolestná, vlevo svatý Josef a vpravo svatý Jan Nepomucký. Úprava liturgického prostoru byla provedena za působení P. V. Matějky před roku 1980. Na sanktusníku je dochovaný zvonek z roku 1868. Zvony ve věži byly zrekvírovány v roce 1916, nové byly zhotoveny v roce 1928, ale byly také zrekvírovány v roce 1942. Současný zvon Josef byl pořízen v roce 2000 díky darům paní Jarmily Burešové, jejíž muž Josef pocházel z Bohdašína.

## Bohoslužby
Bohoslužby se konají v sobotu v 18.00 s nedělní platností.